# قسم بيجنوند الريفي (مقاطعة تشرداول)
قسم بيجنوند الريفي (بالفارسية: دهستان بیجنوند) هي منطقة ريفية تقع في مقاطعة تشرداول في إيران. يقدر عدد سكانها بـ 8,017 نسمة .